# 奇轍
奇轍（韓語：기철，？—1356年），高麗王朝官員，元朝奇皇后之兄。蒙古名伯顏不花，本貫幸州奇氏。
奇轍是奇子敖的次子，母親為李行儉之女李氏。奇皇后被元順帝封為第二皇后後，奇子敖被追封為榮安王，李氏追封榮安王大夫人。奇氏一門都得到榮華富貴，奇轍被元朝任命為征東行省叅知政事、德城府院君，其弟奇轅為翰林學士、德陽君。
奇轍與趙日新、權謙、盧頙等人壟斷了高麗的國政，奇轍的弟弟奇轅、奇輈、奇輪也仗著奇皇后勢力在國中頗為驕橫。恭愍王新繼位，來到征東行省賀聖節，趙日新欲剷除奇氏勢力，遣人捕殺，奇轅被殺，奇轍逃跑藏起來得以倖免。元朝將趙日新逮捕處決，恢復了奇氏一門權力，封奇轍為大司徒。
1356年，奇轍與權謙、盧頙等人圖謀在宮廷宴會舉事推翻恭愍王，事洩，恭愍王令密直姜仲卿、大護軍睦仁吉埋伏於路旁，用椎突然擊到奇轍，旋即將其殺死。權謙、盧頙逃跑，在紫門前也被殺。奇轍、權謙、盧頙三人的族人都被逮捕滅族。奇轍被暴屍於朱橋示眾，百姓對其恨之入骨，紛紛用刀毀損他的屍體。
《高麗史》將其列為叛逆之臣。